# Вулька-Ружанська
Вулька-Ружанська (пол. Wólka Różańska) — село в Польщі, у гміні Сточек-Луковський Луківського повіту Люблінського воєводства.
Населення — 116 осіб (2011).
У 1975-1998 роках село належало до Седлецького воєводства.

## Демографія
Демографічна структура станом на 31 березня 2011 року:
|          | Загалом | Допрацездатний вік | Працездатний вік | Постпрацездатний вік |
| -------- | ------- | ------------------ | ---------------- | -------------------- |
| Чоловіки | 53      | 8                  | 33               | 12                   |
| Жінки    | 63      | 14                 | 22               | 27                   |
| Разом    | 116     | 22                 | 55               | 39                   |